# Giovanni Gronchi
Giovanni Gronchi (Pontedera, Toscana, 10 de setembre de 1887 – Roma, 17 d'octubre de 1978) va ser un polític italià demòcrata-cristià i tercer president de la República italiana.
Giovanni Gronchi va ser cofundador, amb Luigi Sturzo, del Partit Popular Italià el 1919 i va formar part del primer govern de Benito Mussolini el 1922. Va abandonar el govern un any després i es va integrar en l'oposició al dictador. Va ser ministre d'Indústria i Comerç entre 1944 i 1946 i president de la Càmera dels Diputats de 1948 a 1955. Des de 1955 fins a 1962 va ocupar la presidència de la República italiana.